# Shorea multiflora
Shorea multiflora är en tvåhjärtbladig växtart som först beskrevs av William Burck, och fick sitt nu gällande namn av Symington. Shorea multiflora ingår i släktet Shorea och familjen Dipterocarpaceae. Inga underarter finns listade i Catalogue of Life.